# Vic Allan
Vic Allan   (Garlogie, 3 d'agost de 1945) és un expilot de motocròs escocès, un dels millors pilots britànics de l'especialitat durant les dècades del 1960 i 1970. Al llarg de la seva carrera va practicar també altres disciplines, com ara el trial, grasstrack, enduro i velocitat. Entre els seus principals assoliments hi ha tres Campionats britànics de motocròs i quatre d'Escòcia, un Campionat britànic de velocitat i dues medalles d'or als ISDT.
A banda dels seus èxits esportius, Allan va dur a terme una intensa activitat des del departament de formació de la Federació Britànica de motociclisme, l'ACU, entrenant pilots de fora d'asfalt durant més de 38 anys (de fet, l'ACU ha fet servir el mètode d'ensenyament ideat per Allan fins a l'actualitat). A més a més, durant més de 24 anys va liderar projectes municipals de reinserció de delinqüents menors d'edat i persones en situació de risc consistents en acostar aquest sector de la població a l'esport del motociclisme. Com a reconeixement a aquesta feina altruista, el 2004 li fou atorgada la medalla MBE (Member of the Order of the British Empire).

## Trajectòria esportiva
A 10 anys va començar a conduir motos i a 14 ja corria la seva primera cursa. A partir de 1961, a 16 anys, començà a competir regularment en curses de tota mena, fins que el 1965 guanyà els campionats d'Escòcia de motocròs de 250 i 500 cc amb una Dot i una Matchless-Métisse respectivament i començà la seva llarga carrera d'èxits esportius en aquesta especialitat. Després d'una etapa com a pilot oficial de Greeves (1966-1970), va fitxar per Bultaco i va esdevenir un dels principals pilots de motocròs del seu equip. Amb la marca catalana va excel·lir al Campionat britànic i en va guanyar els dos títols en disputa (250cc i 500cc) la temporada del 1974 i el primer títol unificat la del 1975. El 1976 va passar a CCM, l'any següent a Husqvarna i el 1978 va tornar a Bultaco, amb la qual va seguir competint fins al moment de la seva retirada del motocròs professional el 1979. Al llarg de la seva carrera, Allan va córrer més de 14 curses representant el Regne Unit en el Motocròs de les Nacions i el Trofeu de les Nacions.
Vic Allan va competir també habitualment als Sis Dies Internacionals d'Enduro (anomenats aleshores ISDT), on va obtenir la medalla d'or a les edicions de 1976 (Zeltweg, Àustria) i 1978 (Värnamo, Suècia). Retirat del fora d'asfalt, cap a final de la dècada del 1980 va començar a competir en curses de velocitat i el 1988 va guanyar la primera cursa del Campionat Britànic de quatre temps amb una KTM, a l'edat de 43 anys. El 2002 va guanyar el Campionat Britànic de velocitat de 600 cc.

## Palmarès en motocròs
| Any          | Motocicleta               | C. del Món | C. del Món | C. Britànic | C. Britànic | C. d'Escòcia | C. d'Escòcia |
| Any          | Motocicleta               | 500cc      | 250cc      | 500cc       | 250cc       | 500cc        | 250cc        |
| ------------ | ------------------------- | ---------- | ---------- | ----------- | ----------- | ------------ | ------------ |
| 1965         | Matchless-Métisse/Dot     | -          | -          | -           | -           | 1r           | 1r           |
| 1966         | Matchless-Métisse/Greeves | -          | -          | -           | 9è          | 1r           | 1r           |
| 1967         | Greeves                   | -          | -          | -           | 10è         |              |              |
| 1968         | Greeves                   | -          | 25è        | -           | 6è          |              |              |
| 1969         | Greeves                   | -          | -          | 2n          | 6è          |              |              |
| 1970         | Greeves                   | 12è        | -          | 2n          | 6è          |              |              |
| 1971         | Bultaco                   | -          | -          | -           | 3r          |              |              |
| 1972         | Bultaco                   | -          | 22è        | 10è         | 2n          |              |              |
| 1973         | Bultaco                   | -          | -          | -           | 2n          |              |              |
| 1974         | Bultaco                   | -          | 15è        | 1r          | 1r          |              |              |
| 1975         | Bultaco                   | -          | 20è        | 1r          | 1r          |              |              |
| 1976         | CCM                       | 12è        | -          | 2n          | 2n          |              |              |
| 1977         | Husqvarna                 | 40è        | -          | 7è          | 7è          |              |              |
| 1978         | Bultaco                   | -          | -          | 4t          | 4t          |              |              |
| 1979         | Bultaco                   | 31è        | -          | -           | -           |              |              |
| Total títols | Total títols              | 0          | 0          | 3           | 3           | 2            | 2            |

Notes
1. ↑   El 1970 guanyà una cursa internacional als Països Baixos i fou segon al Motocròs de les Nacions, celebrat a Itàlia, representant el Regne Unit.
2. ↑   El 1974 esdevingué el primer a aconseguir al mateix any els dos campionats britànics (500 i 250 cc).[1]
3. ↑   El 1975 s'unificaren ambdós campionats britànics en un de sol.